# Melka Vince

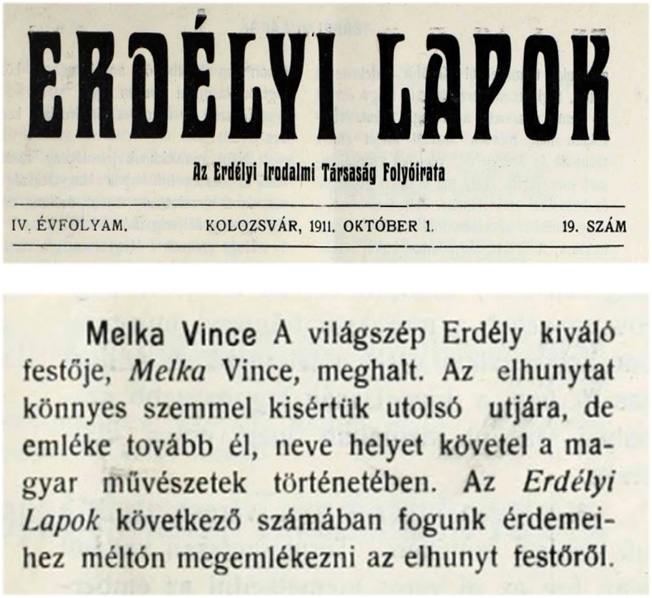
Halálhíre

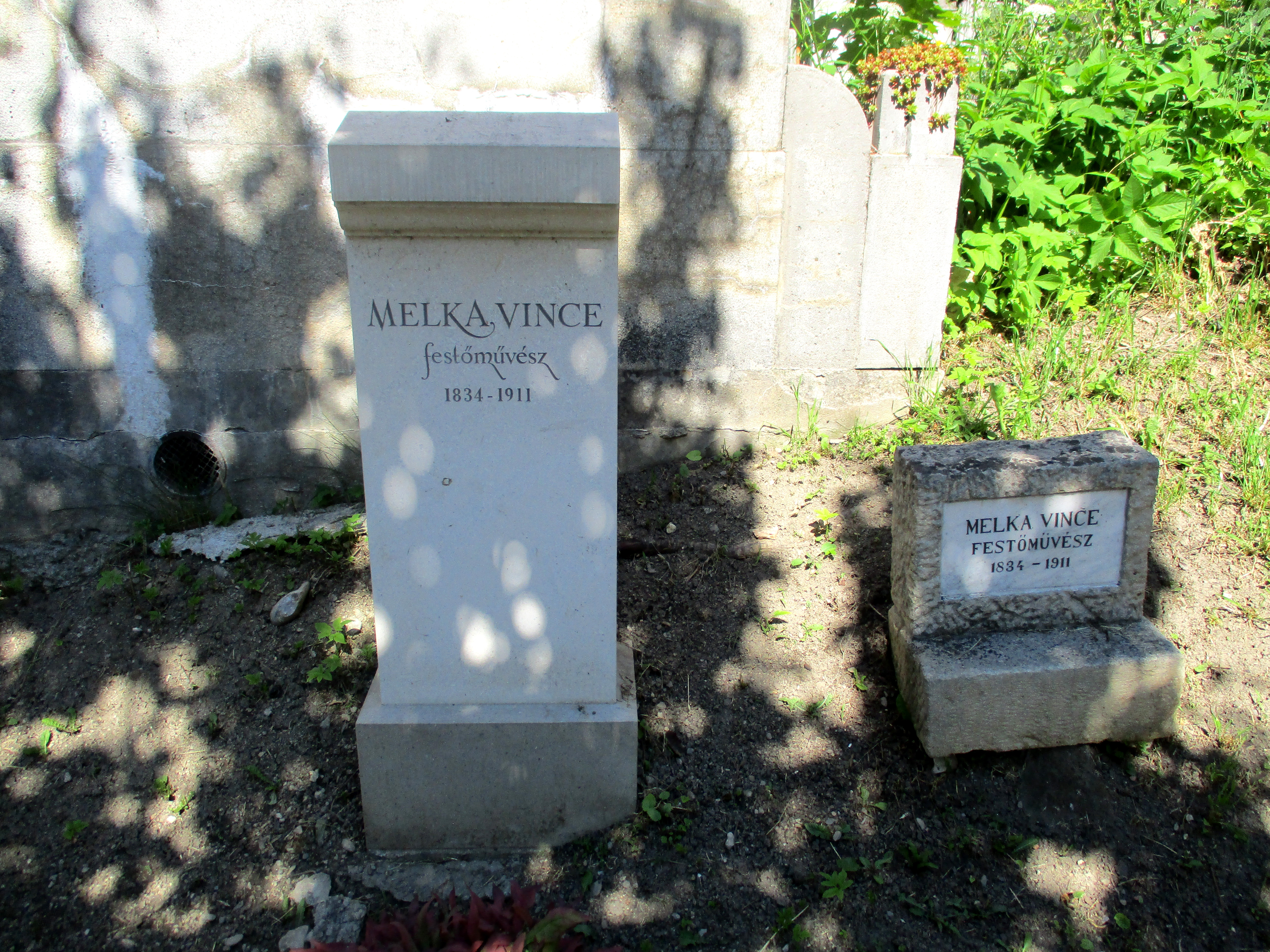
Síremlékei a Házsongárdi lutheránus temetőben

Melka Vince, cseh nyelven Čeněk Melka, hivatalos nevén Vincenc Melka (Nové Benátky, 1834. január 10.  – Kolozsvár, 1911. szeptember 25.) cseh származású erdélyi magyar festő.

## Életútja
Apja Jan Melka cipészmester, anyja Marie. Melka 1847–1857 között monumentális történeti festészetet tanult a prágai Képzőművészeti Akadémián, ahol Christian Ruben és Eduard von Engerth tanítványa volt.
1863-tól élt Erdélyben. Báró Huszár Károly meghívta  a Maros menti Abafájára,  szépen parkosított környezetben álló kastélyába, hogy feleségét tanítsa. A báró felesége, Bornemisza Klára (1830–1879) Bécsben végzett festészeti tanulmányokat.  Melka 1869-től 1872-ig ismét Drezdában élt, ahol a Zwingerben kiállított műveket tanulmányozta és másolta. Azután Nagyszebenben élt, majd  1870 után végleg Kolozsváron telepedett le, ahol rajztanár is volt, és élete végéig ott is maradt. Egy korabeli dokumentum szerint Melka 1873-tól már biztosan Kolozsváron lakott, lakhelyéül a Belközép utca 8. szám van megadva. 
A korabeli kolozsvári sajtó több cikkben beszámolt arról, hogy Melka Vince 1911. szeptember 25-én halt meg. A Světozor folyóirat, amelynek rendszeresen dolgozott, hibásan teszi halálát 1886-ra. A Házsongárdi temetőben nyugszik, de mára a sírját felszámolták, a régi emlékkövet és egy újabbat a temető lutheránus részének bejáratához közel helyezték el.

## Munkássága
Korai munkáiban történelmi témákat dolgozott fel Christian Ruben és Eduard von Engerth akadémiai tanárok hatására, például Toborzás a Valdštejnský táborban. Erdélybe érkezése után a néprajzi témáknak szentelte magát. Helyi típusokat – cigányokat, medvevadászokat, helyi piacokat stb. – festett az erdélyi Kárpátokban. Ezenkívül portrékat is festett.
Melka művei korábban az Art Talk kiállításain, a cseh gyűjtők gyűjteményében szerepeltek, és a Květy, a Světozor és a Zlatá Praha cseh folyóiratok reprodukálták őket.  Képeit szinte soha sem keltezte, vázlatait is csak ritkán.
2019 decemberében Kolozsváron Melka Vincének a helyi Szépművészeti Múzeumban őrzött festményeiből és rajzaiból nyílt kiállítás, amelyet egyéb forrásokból, elsősorban a nagyszebeni Alexandru Bârsan magángyűjteményéből származó kölcsönök egészítettek ki. Ezeket a festményeket több mint 100 éve nem állították ki, hatot restauráltak a kiállításra. Melka élete során csupán néhány csoportos kiállításon vett részt (1883, 1902, 1903). Egyetlen egyéni kiállítása, amelyen 160 festményt állítottak ki, három évvel halála után, 1914-ben került megrendezésre az Erdélyi Múzeum-Egyesület által.

## Képgaléria

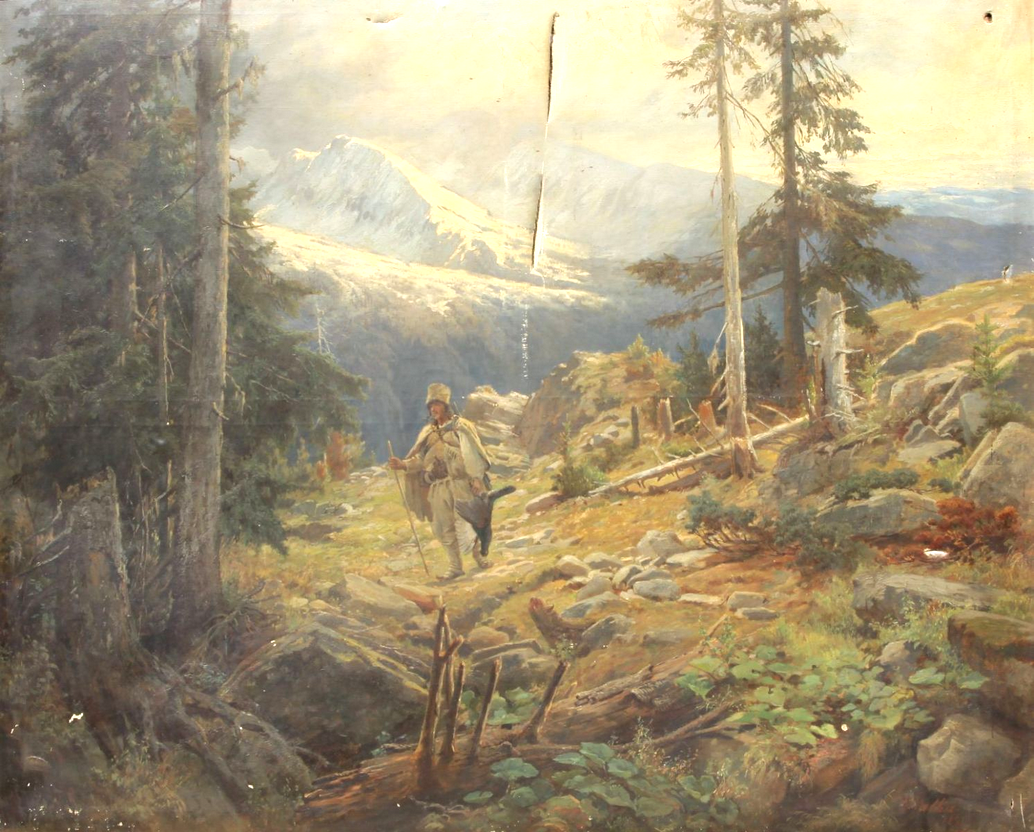
Tájkép vadásszal (1880 körül)
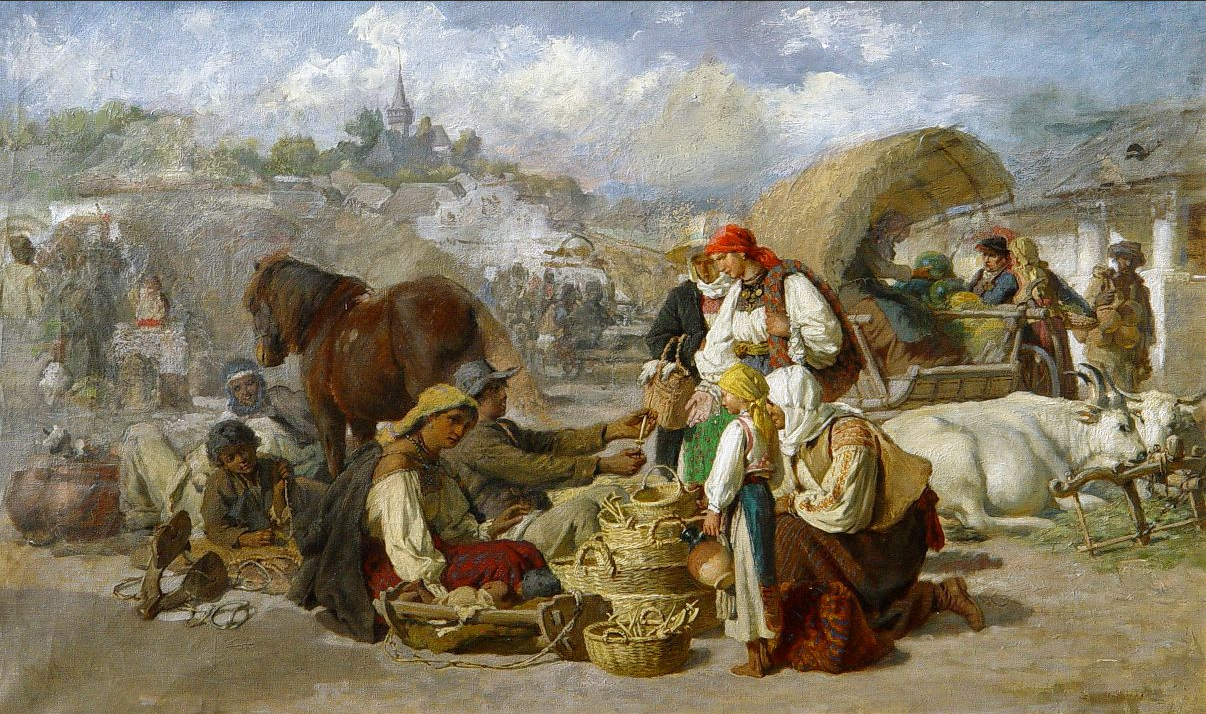
Vásár (1880 körül)
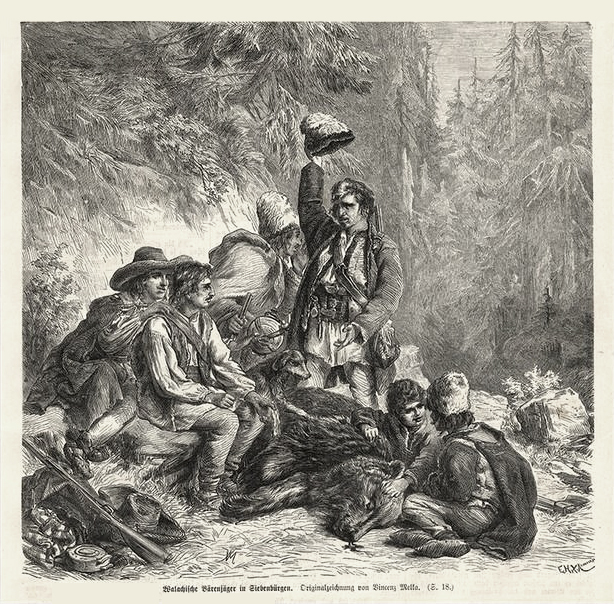
Oláh medvevadászok Erdélyben (19. század)
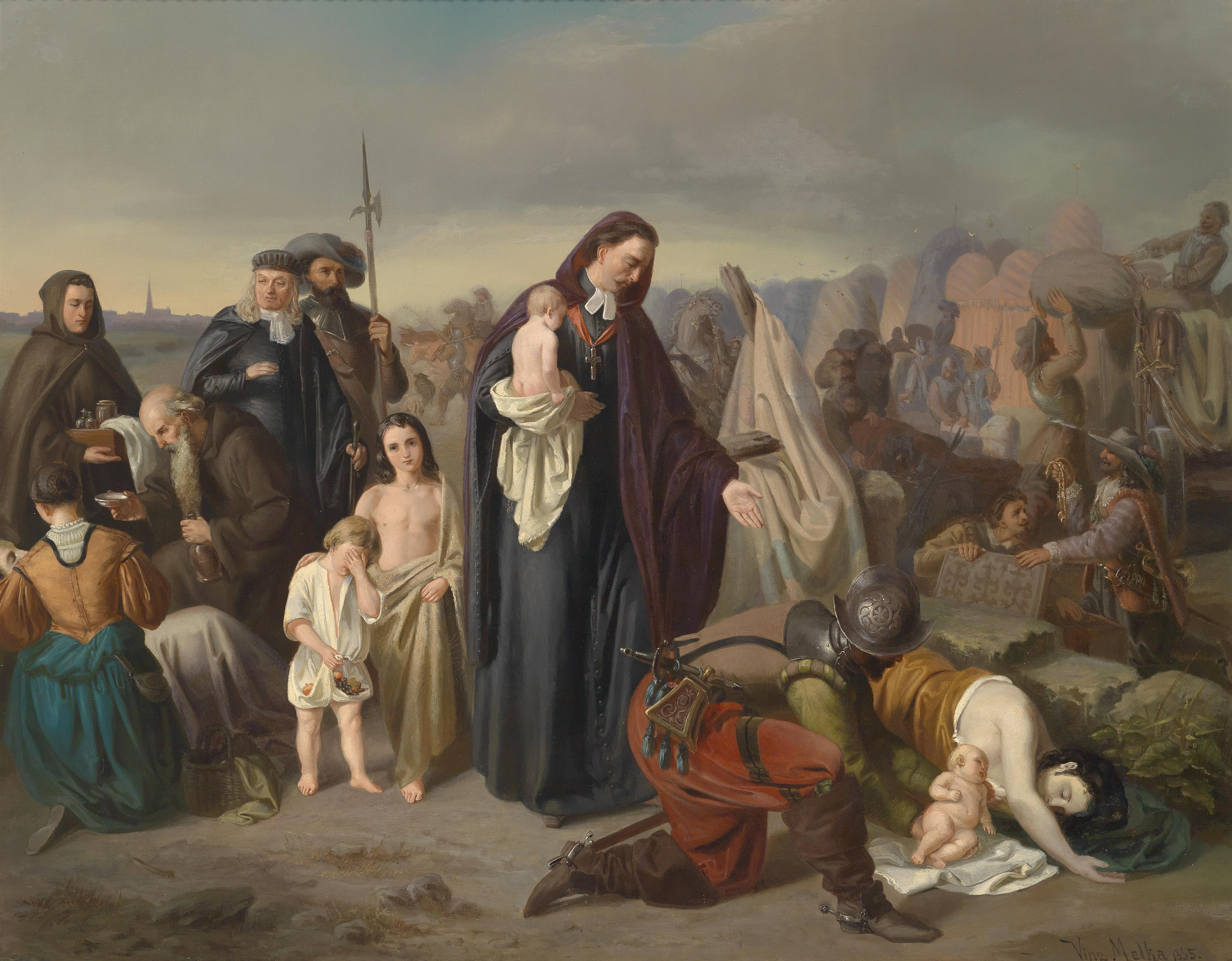
Leopold Karl Graf von Kollonitsch Bécs 1683-as felszabadítása után a török táborban (1885)

## Fordítás
- Ez a szócikk részben vagy egészben  a(z)   Čeněk Melka című cseh Wikipédia-szócikk fordításán alapul.  Az eredeti cikk szerkesztőit annak laptörténete sorolja fel. Ez a jelzés csupán a megfogalmazás eredetét és a szerzői jogokat jelzi, nem szolgál a cikkben szereplő információk forrásmegjelöléseként.